# العلاقات الإثيوبية المدغشقرية
العلاقات الإثيوبية المدغشقرية هي العلاقات الثنائية التي تجمع بين إثيوبيا ومدغشقر.

## مقارنة بين البلدين
هذه مقارنة عامة ومرجعية للدولتين:
| وجه المقارنة                                              | إثيوبيا                        | مدغشقر                      |
| --------------------------------------------------------- | ------------------------------ | --------------------------- |
| المساحة (كم2)                                             | 1.10 مليون                     | 587.04 ألف                  |
| عدد السكان (نسمة)                                         | 104.96 مليون                   | 25.57 مليون                 |
| الكثافة السكانية (ن./كم²)                                 | 95.42                          | 43.56                       |
| العاصمة                                                   | أديس أبابا                     | أنتاناناريفو                |
| اللغة الرسمية                                             | اللغة الأمهرية                 | اللغة الملغاشية، لغة فرنسية |
| العملة                                                    | بير إثيوبي                     | أرياري مدغشقري              |
| الناتج المحلي الإجمالي (بليون دولار)                      | 80.56 مليار                    | 11.50 مليار                 |
| الناتج المحلي الإجمالي (تعادل القوة الشرائية) بليون دولار | 161.90 مليار                   | 35.51 مليار                 |
| الناتج المحلي الإجمالي الاسمي للفرد دولار أمريكي          | 619                            | 401                         |
| الناتج المحلي الإجمالي للفرد دولار أمريكي                 | 1.50 ألف                       | 1.44 ألف                    |
| مؤشر التنمية البشرية                                      | 0.442                          | 0.510                       |
| رمز المكالمات الدولي                                      | +251                           | +261                        |
| رمز الإنترنت                                              | .et                            | .mg                         |
| المنطقة الزمنية                                           | ت ع م+03:00، توقيت شرق أفريقيا | ت ع م+03:00                 |

## منظمات دولية مشتركة
يشترك البلدان في عضوية مجموعة من المنظمات الدولية، منها:
| علم المنظمة | اسم المنظمة                                                | تاريخ انضمام إثيوبيا | تاريخ انضمام مدغشقر |
| ----------- | ---------------------------------------------------------- | -------------------- | ------------------- |
|             | الاتحاد البريدي العالمي                                    | ?                    | ?                   |
|             | مؤسسة التنمية الدولية                                      | 11 أبريل 1961        | 25 سبتمبر 1963      |
|             | منظمة حظر الأسلحة الكيميائية                               | ?                    | ?                   |
|             | الأمم المتحدة                                              | 13 نوفمبر 1945       | 20 سبتمبر 1960      |
|             | الاتحاد الأفريقي                                           | ?                    | ?                   |
|             | وكالة ضمان الاستثمار متعدد الأطراف                         | 13 أغسطس 1991        | 8 يونيو 1988        |
|             | منظمة الشرطة الجنائية الدولية                              | ?                    | ?                   |
|             | مؤسسة التمويل الدولية                                      | 20 يوليو 1956        | 27 سبتمبر 1963      |
|             | مجموعة دول أفريقيا والكاريبي والمحيط الهادئ                | ?                    | ?                   |
|             | البنك الدولي للإنشاء والتعمير                              | 27 ديسمبر 1945       | 25 سبتمبر 1963      |
|             | الاتحاد الدولي للاتصالات                                   | 20 فبراير 1932       | 11 مايو 1961        |
|             | البنك الإفريقي للتنمية                                     | ?                    | ?                   |
|             | العملية المشتركة للاتحاد الأفريقي والأمم المتحدة في دارفور | ?                    | ?                   |
|             | الفريق المعني برصد الأرض                                   | ?                    | ?                   |
|             | يونسكو                                                     | 1 يوليو 1955         | 10 نوفمبر 1960      |

## وصلات خارجية
- موقع وزارة الخارجية الإثيوبية